# 김현숙 (1978년)
김현숙(한국 한자: 金賢淑, 1978년 10월 16일 ~ )은 대한민국의 배우이다. 희극인에서 배우로 전향했다.

## 학력
- 동백중학교 (졸업)
- 부산문화여자고등학교 (졸업)
- 경성대학교 연극영화학과 (졸업)

## 연기 활동

### 드라마
- tvN 《막돼먹은 영애씨 시리즈》- 이영애 역 (2007년 ~ )
  - tvN 《막돼먹은 영애씨 시즌1》 (2007년)
  - tvN 《막돼먹은 영애씨 시즌2》 (2007년)
  - tvN 《막돼먹은 영애씨 시즌3》 (2008년)
  - tvN 《막돼먹은 영애씨 시즌4》 (2008년)
  - tvN 《막돼먹은 영애씨 시즌5》 (2009년)
  - tvN 《막돼먹은 영애씨 시즌6》 (2009년)
  - tvN 《막돼먹은 영애씨 시즌7》 (2010년)
  - tvN 《막돼먹은 영애씨 시즌8》 (2010년)
  - tvN 《막돼먹은 영애씨 시즌9》 (2011년)
  - tvN 《막돼먹은 영애씨 시즌10》 (2012년)
  - tvN 《막돼먹은 영애씨 시즌11》 (2012년)
  - tvN 《막돼먹은 영애씨 시즌12》 (2013년)
  - tvN 《막돼먹은 영애씨 시즌13》 (2014년)
  - tvN 《막돼먹은 영애씨 시즌14》 (2015년)
  - tvN 《막돼먹은 영애씨 시즌15》 (2016년)
  - tvN 《막돼먹은 영애씨 시즌16》 (2017년)
  - tvN 《막돼먹은 영애씨 시즌17》 (2019년)
- 2013년 ~ 2014년 tvN 《식샤를 합시다》
  - 2015년 tvN 《식샤를 합시다 2》 - 노처녀 역 (특별출연)
- 2016년 SBS 《나청렴의원 납치사건》 - 영란 역
- 2016년 KBS2 《백희가 돌아왔다》 - 황장미 역
- 2016년 tvN 《싸우자 귀신아》 - 무당 역 (특별출연)
- 2016년 KBS2 《KBS 드라마 스페셜 - 한 여름의 꿈》
- 2017년 KBS2 《추리의 여왕》 - 김경미 역
  - 2018년 KBS2 《추리의 여왕 2》 - 김경미 역
- 2018년 KBS2 《너도 인간이니?》 - 조 기자 역
- 2020년 MBC 《저녁 같이 드실래요?》 - 근희 역 (특별출연)
- 2022년 SBS 《사내 맞선》 - 여의주 역
- 2022년 KBS2 《커튼콜》- 홍라경 역
- 2024년~2025년 ENA 《나미브》- 홍정화 역
- 2025년 tvN 《금주를 부탁해》 - 기범 모 역

### 영화
- 2001년 《친구》
- 2002년 《챔피언》
- 2005년 《바리바리 짱》
- 2006년 《미녀는 괴로워》 - 박정민 역
- 2008년 《당신이 잠든 사이에》 - 현주 역
- 2009년 《정승필 실종사건》
- 2009년 《하늘과 바다》 - 우정출연
- 2011년 《오싹한연애》 - 민정 역
- 2013년 《깡철이》 - 브로커 역
- 2014년 《수상한 그녀》 - 박나영 역
- 2018년 《너의 결혼식》 - 미쎄스 민 역
- 2018년 《아메리카 타운》 - 마담 역
- 2019년 《두번할까요》 - 여홍란 역

## 그 외 활동

### 방송
- 2004년 KBS2《방방》
- 2005년 KBS2《개그콘서트》
  -     - 〈봉숭아학당〉- 출산드라
    - 〈꼭 그렇지만은 않아〉
- 2006년 KBS2《웃음충전소》
  -     - 〈막무가내 중창단〉
- 2007년 MBC every1《무한걸스》
- 2008년 KBS 제2라디오《이광기, 김현숙의 네시엔》
- 2009년 올리브TV 《연애불변의 법칙 나쁜남자》
- 2011년 올리브TV 《푸드에세이 - 영애씨의 손님상차림》
- 2013년 5월 26일 일요일 KBS1 《강연 100℃》
  -     - 강연주제 : 슬픔이여 안녕?
    - 공감온도 : 95°C
- 2015년 8월 23일 ~ 2015년 10월 25일 MBC 일밤 《진짜 사나이 여군특집 3기》
- 2016년 5월 1일 ~ 5월 8일 MBC 일밤 《미스터리 음악쇼 복면가왕》 - 달달한 초콜릿
- 2016년 JTBC 《김제동의 톡투유 - 걱정 말아요! 그대》
- 2019년 JTBC 《한끼줍쇼》- 137회
- 2021년 KBS2 《수미산장》- 5회
- 2021년 JTBC 《내가 키운다》- 고정출연
- 2025년 4월 19일 ~ 현재 MBN 《속풀이쇼 동치미》

### 뮤지컬
- 2013~14년 《막돼먹은 영애씨》 - 영애 역

### 음반
| 앨범 번호 | 앨범 정보                                                 | 트랙 리스트                       |
| --------- | --------------------------------------------------------- | --------------------------------- |
| 1         | 《막돼먹은 영애씨 시즌8 캐롤》 - 발매일 : 2010년 12월 3일 | 1. 막돼먹은 캐롤 2. 흰눈이 내려와 |

### 광고
- 2005년 하하몰
- 2005년 기린 호빵
- 2005년 출산드라맞고
- 2005년 오리온 초코파이 (with 손헌수)
- 2008년 SK패션 루츠 (with 고세원, 최원준, 임서연)
- 2010년 CJ제일제당 헛개컨디션파워 (with 김성수, 오지호)
- 2012년 베네피트
- 2013년 제주항공 (with 김산호)
- 2020년 라연한의원
- 2021년 프레도 플레도 AI블록
- 2021년 상록웰스 뽀드득
- 2022년 제주가 좋은날 성산포 은갈치

### 홍보대사
- 2011년 4월 동작소방서 홍보대사
- 2011년 7월 ~ 하트하트재단 홍보대사

## 수상
- 2023년 신스틸러 페스티벌 in 문경 본상
- 2018년 KBS 연기대상 여자 조연상
- 2016년 제1회 tvN10 어워즈 드라마부문 개근상
- 2015년 MBC 연예대상 버라이어티 부문 여자 우수상
- 2012년 제6회 더 뮤지컬 어워즈 여우신인상
- 2008년 코리아드라마페스티벌 네티즌 인기상
- 2005년 KBS 연예대상 코미디부문 우수상
- 경성대학교 대학영화제 최우수 연기자상